# Ivan Ljavinec
Ivan Ljavinec, né le 18 avril 1923 à Volovec en Tchécoslovaquie et mort le 9 décembre 2012 à Žernůvka, est un prélat tchèque de l'Église grecque-catholique tchèque.

## Biographie
Ivan Ljavinec est ordonné prêtre en 1946. En 1996, il est nommé exarque apostolique de l'église grecque-catholique tchèque et évêque titulaire d'Acalissus. Il prend sa retraite en 2003.